# Diocesi di Santa Rosa de Copán
La diocesi di Santa Rosa de Copán (in latino Dioecesis Sanctae Rosae de Copán) è una sede della Chiesa cattolica in Honduras suffraganea dell'arcidiocesi di San Pedro Sula. Nel 2023 contava 946.100 battezzati su 1.079.560 abitanti. La sede è vacante, in attesa che il vescovo eletto Héctor David García Osorio ne prenda possesso.

## Territorio

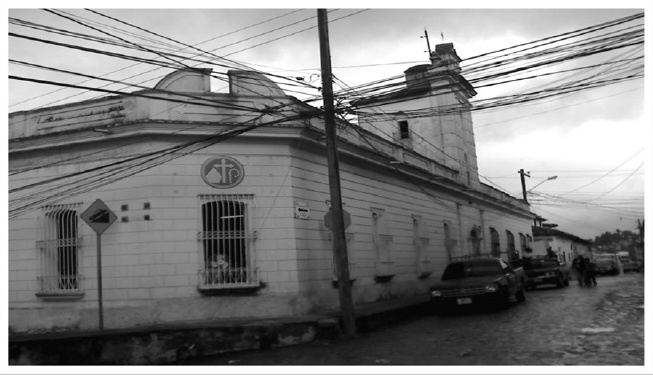
Il palazzo vescovile di Santa Rosa de Copán.

La diocesi comprende i dipartimenti di Copán, Ocotepeque e Santa Bárbara nella parte occidentale dell'Honduras.
Sede vescovile è la città di Santa Rosa de Copán, dove si trova la cattedrale di Santa Rosa.
Dopo l'erezione della diocesi di Gracias, il territorio si estende su una superficie di 9.896 km² ed è suddiviso in 27 parrocchie.

## Storia
La diocesi è stata eretta il 2 febbraio 1916 con la bolla Quae rei sacrae di papa Benedetto XV, ricavandone il territorio dalla diocesi di Comayagua, che contestualmente fu elevata al rango di sede metropolitana con il nome di arcidiocesi di Tegucigalpa.
Il 27 aprile 2021 ha ceduto una porzione di territorio a vantaggio dell'erezione della diocesi di Gracias.
Originariamente suffraganea dell'arcidiocesi di Tegucigalpa, il 26 gennaio 2023 è entrata a far parte della provincia ecclesiastica di San Pedro Sula.

## Cronotassi dei vescovi
Si omettono i periodi di sede vacante non superiori ai 2 anni o non storicamente accertati.
- Claudio María Volio y Jiménez † (2 febbraio 1916 - 12 novembre 1926 dimesso)
- Angelo Maria Navarro † (17 dicembre 1928 - 31 luglio 1951 deceduto)
- Carlos Luis Geromini † (20 aprile 1952 - 23 maggio 1958 dimesso)
- Héctor Enrique Santos Hernández, S.D.B. † (12 settembre 1958 - 18 maggio 1962 nominato arcivescovo di Tegucigalpa)
- José Carranza Chévez † (10 giugno 1962 - 17 luglio 1980 deceduto)
  - Sede vacante (1980-1984)[1]
- Luis Alfonso Santos Villeda, S.D.B. (27 gennaio 1984 - 7 novembre 2011 ritirato)
- Darwin Rudy Andino Ramírez, C.R.S. (7 novembre 2011 - 16 dicembre 2024 dimesso)
- Héctor David García Osorio, dal 3 luglio 2025

## Statistiche
La diocesi nel 2023 su una popolazione di 1.079.560 persone contava 946.100 battezzati, corrispondenti all'87,6% del totale.
| anno | popolazione | popolazione | popolazione | presbiteri | presbiteri | presbiteri | presbiteri                | diaconi | religiosi | religiosi | parrocchie |
| anno | battezzati  | totale      | %           | numero     | secolari   | regolari   | battezzati per presbitero | diaconi | uomini    | donne     | parrocchie |
| ---- | ----------- | ----------- | ----------- | ---------- | ---------- | ---------- | ------------------------- | ------- | --------- | --------- | ---------- |
| 1950 | ?           | ?           | ?           | 26         | 21         | 5          | ?                         |         | 6         | 20        |            |
| 1966 | 619.905     | 641.251     | 96,7        | 40         | 26         | 14         | 15.497                    |         | 17        | 29        | 26         |
| 1970 | 650.500     | 674.300     | 96,5        | 45         | 25         | 20         | 14.455                    |         | 23        | 32        | 25         |
| 1976 | 791.194     | 814.922     | 97,1        | 38         | 19         | 19         | 20.820                    |         | 20        | 34        | 27         |
| 1978 | 876.675     | 900.979     | 97,3        | 38         | 19         | 19         | 23.070                    |         | 21        | 42        | 27         |
| 1990 | 944.000     | 994.000     | 95,0        | 48         | 25         | 23         | 19.666                    |         | 35        | 56        | 26         |
| 1999 | 919.054     | 989.950     | 92,8        | 52         | 31         | 21         | 17.674                    |         | 22        | 45        | 36         |
| 2000 | 909.143     | 1.142.054   | 79,6        | 58         | 37         | 21         | 15.674                    |         | 22        | 47        | 36         |
| 2001 | 912.148     | 1.142.054   | 79,9        | 57         | 36         | 21         | 16.002                    |         | 22        | 48        | 37         |
| 2002 | 913.643     | 1.142.054   | 80,0        | 57         | 39         | 18         | 16.028                    |         | 19        | 54        | 38         |
| 2003 | 1.050.689   | 1.142.054   | 92,0        | 56         | 38         | 18         | 18.762                    |         | 19        | 53        | 38         |
| 2004 | 1.028.787   | 1.143.097   | 90,0        | 51         | 35         | 16         | 20.172                    |         | 17        | 53        | 39         |
| 2010 | 1.160.000   | 1.289.000   | 90,0        | 60         | 50         | 10         | 19.333                    |         | 11        | 52        | 42         |
| 2014 | 1.229.000   | 1.402.000   | 87,7        | 68         | 53         | 15         | 18.073                    |         | 17        | 37        | 44         |
| 2017 | 1.297.940   | 1.481.040   | 87,6        | 73         | 60         | 13         | 17.780                    | 1       | 14        | 68        | 48         |
| 2020 | 1.364.700   | 1.557.200   | 87,6        | 80         | 65         | 15         | 17.058                    | 1       | 35        | 32        | 93         |
| 2021 | ?           | 969.134     | ?           | 52         | 37         | 15         | ?                         |         | 15        | 15        | 27         |
| 2022 | 932.120     | 1.063.607   | 87,6        | 60         | 48         | 12         | 15.535                    | 1       | 31        | 15        | 28         |
| 2023 | 946.100     | 1.079.560   | 87,6        | 58         | 46         | 12         | 16.312                    | 1       | 44        | 39        | 27         |